# Pledging My Love
«Pledging My Love» es una balada blues. La canción fue escrita por Ferdinand Washington y Don Robey y publicada en 1954.
El tema de la canción se refleja en el título y sus primeras estrofas:
Para siempre mi amor, mi amor será verdadero,
Siempre y para siempre, te voy a amar.

## Versión deJohnny Ace
La grabación más popular de la canción fue realizada por Johnny Ace. Fue lanzada por la compañía discográfica Duke Records en 1955, inmediatamente después de la muerte de Ace al dispararse accidentalmente con su revolver en la cabeza en la noche de Navidad de 1954. La versión de Ace alcanzó el número 17 en el Billboard Hot 100.
La versión de Ace fue utilizada en la película de 1983 Christine, dirigida por John Carpenter y escrita por Stephen King sobre la pasión de un joven de 17 años por el automóvil Plymouth Fury de 1958 que poseía. Se escucha brevemente en la película Back to the Future (1985), cuando Lorraine Baines está en el coche con su futuro hijo Marty McFly.

## Otras versiones
La canción ha sido versionada por Teresa Brewer en 1955, Roy Hamilton en 1958 (enlace roto disponible en Internet Archive; véase el historial, la primera versión y la última)., Johnny Tilotson en 1960, Percy Sledge en 1967, Jay and the Americans en 1969, Kitty Wells en 1971, Diana Ross en 1973, Elvis Presley en 1977,. Emmylou Harris en 1984, Solomon Burke en 1993 y Little Milton en 1994.